# Stazione di Marina di Cerveteri
Stazione di Marina di Cerveteri vasútállomás Olaszországban, Cerveteri településen.

## Vasútvonalak
Az állomást az alábbi vasútvonalak érintik:
- Pisa–Róma-vasútvonal

## Kapcsolódó állomások
A vasútállomáshoz az alábbi állomások vannak a legközelebb:
- Furbara railway station
- Stazione di Ladispoli-Cerveteri